# منى بارثل
منى بارثل (بالألمانية: Mona Barthel)‏ مواليد 11 يوليو 1990 في ألمانيا الغربية، هي لاعبة كرة مضرب ألمانية تلعب باليد اليمنى بدأت مسيرتها كمحترفة عام 2009 وتحتل حالياً المرتبة 47 (6 أكتوبر 2014) في تصنيف رابطة محترفات كرة المضرب.

## روابط خارجية
- منى بارثل على موقع رابطة محترفات التنس (الإنجليزية)
- منى بارثل على موقع الاتحاد الدولي لكرة المضرب (الإنجليزية)
- منى بارثل على موقع كأس بيلي جين كينغ (الإنجليزية)
- منى بارثل على موقع خلاصة التنس.كوم (الإنجليزية)
- منى بارثل على موقع إي إس بي إن.كوم (الإنجليزية)
- منى بارثل على موقع أوليمبيديا (الإنجليزية)
- منى بارثل على موقع اللجنة الأولمبية الألمانية (الألمانية)